# Lambdina negata
Lambdina negata är en fjärilsart som beskrevs av Dyar 1918. Lambdina negata ingår i släktet Lambdina och familjen mätare. Inga underarter finns listade i Catalogue of Life.